# Лесовоз
Лесово́з — грузовой автомобиль, самоходная машина, железнодорожный вагон  или специально оборудованное морское грузовое судно для перевозки лесных грузов: брёвен и пиломатериалов.

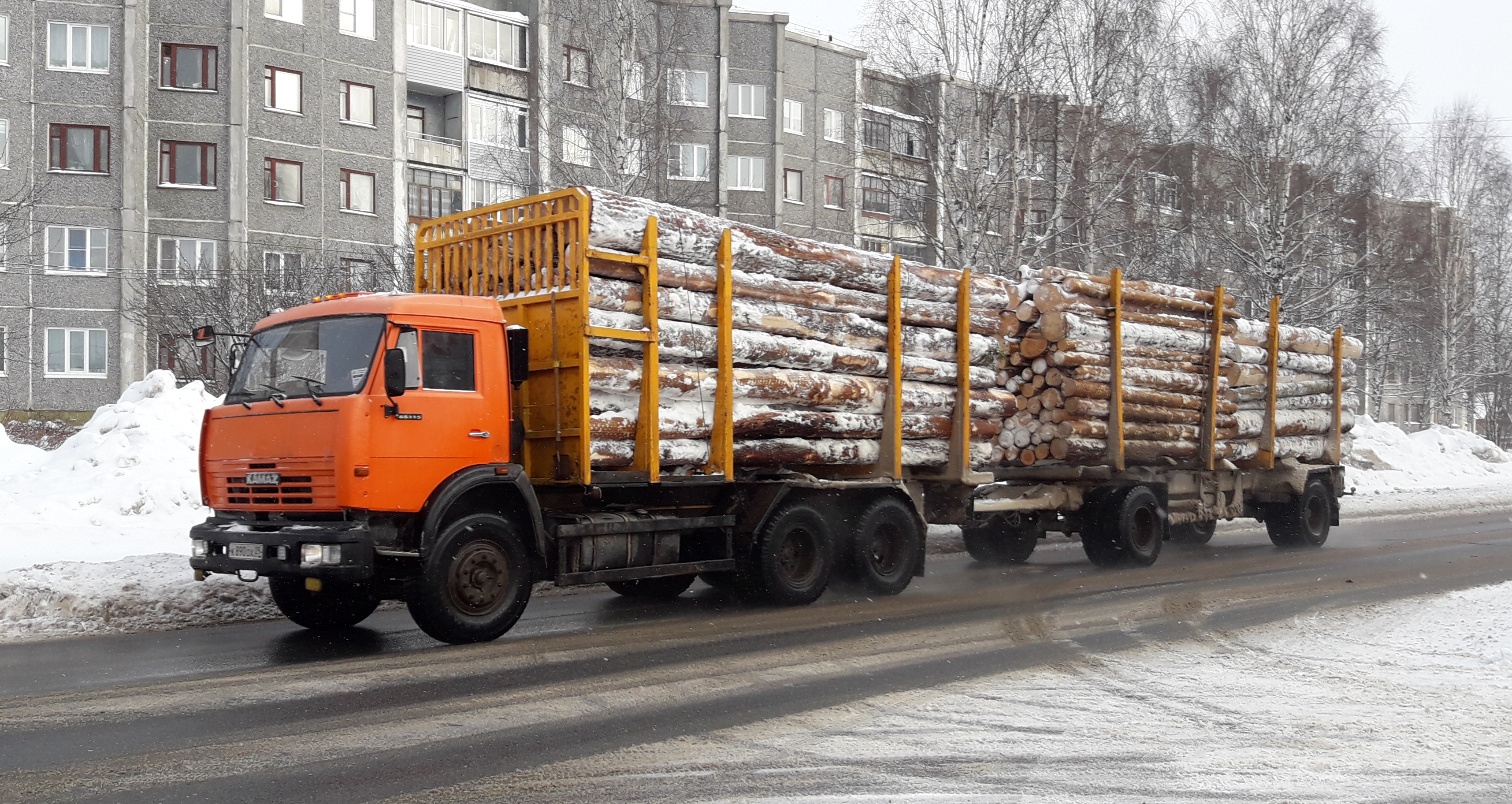
Сортиментовоз с тягачом КамАЗ-65115 в Коряжме

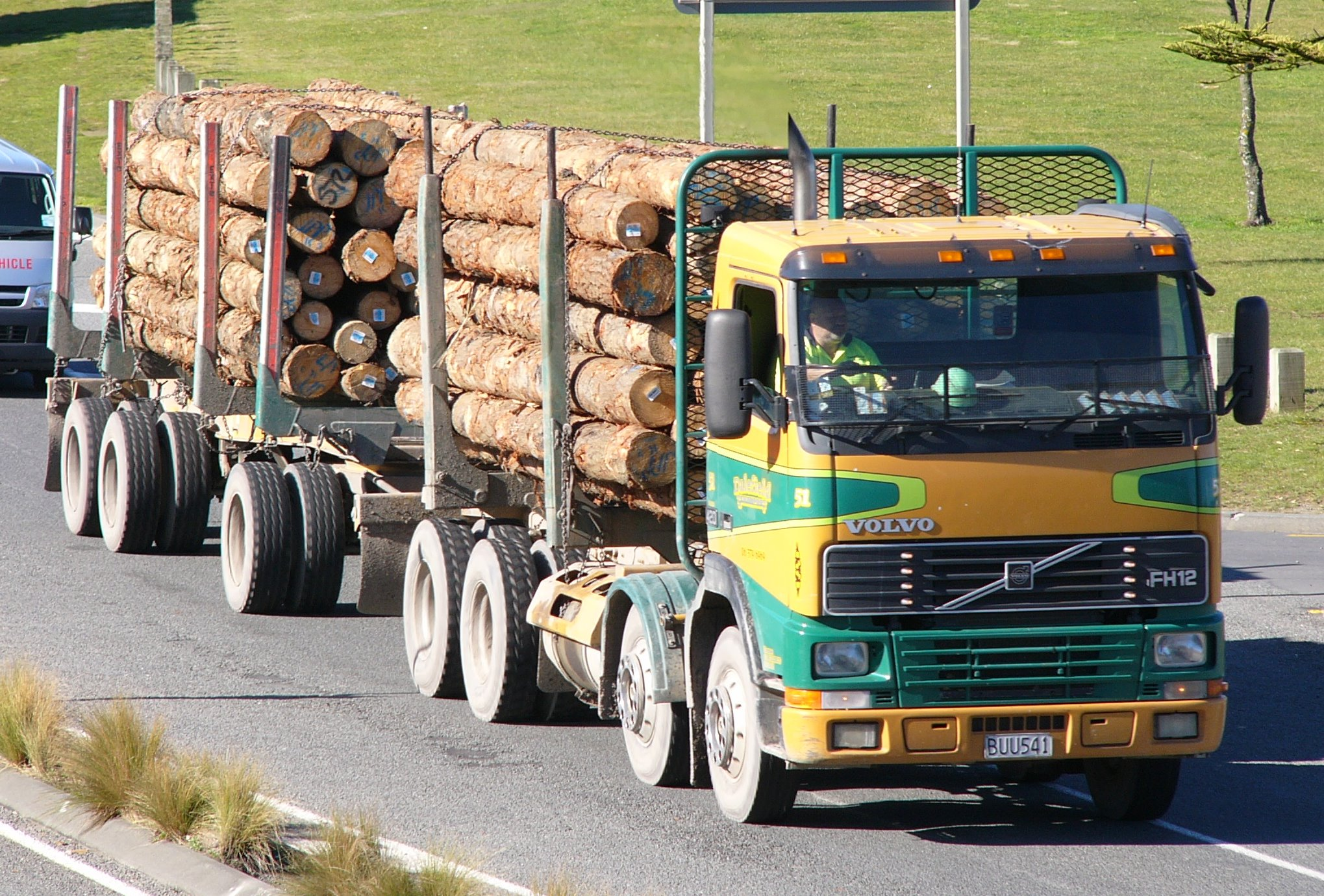
Автопоезд-сортиментовоз с тягачом Volvo FH12 8х4.4 и трехосным прицепом в Новой Зеландии

## Конструкция
Независимо от компоновки и базирования имеет специальную конструкцию для укладки груза в штабель (пачку) в виде нескольких U-образных стальных каркасов с пилообразной нарезкой снизу для лучшего удержания груза.

## Автомобиль-сортиментовоз
В общем случае сортиментовоз — это автомобиль для перевозки длинномерного продолговатого груза (трубы, прокат, столбы, брёвна, пиломатериалы). Однако автомобили, перевозящие именно лес, имеют свои особенности.

### Шасси

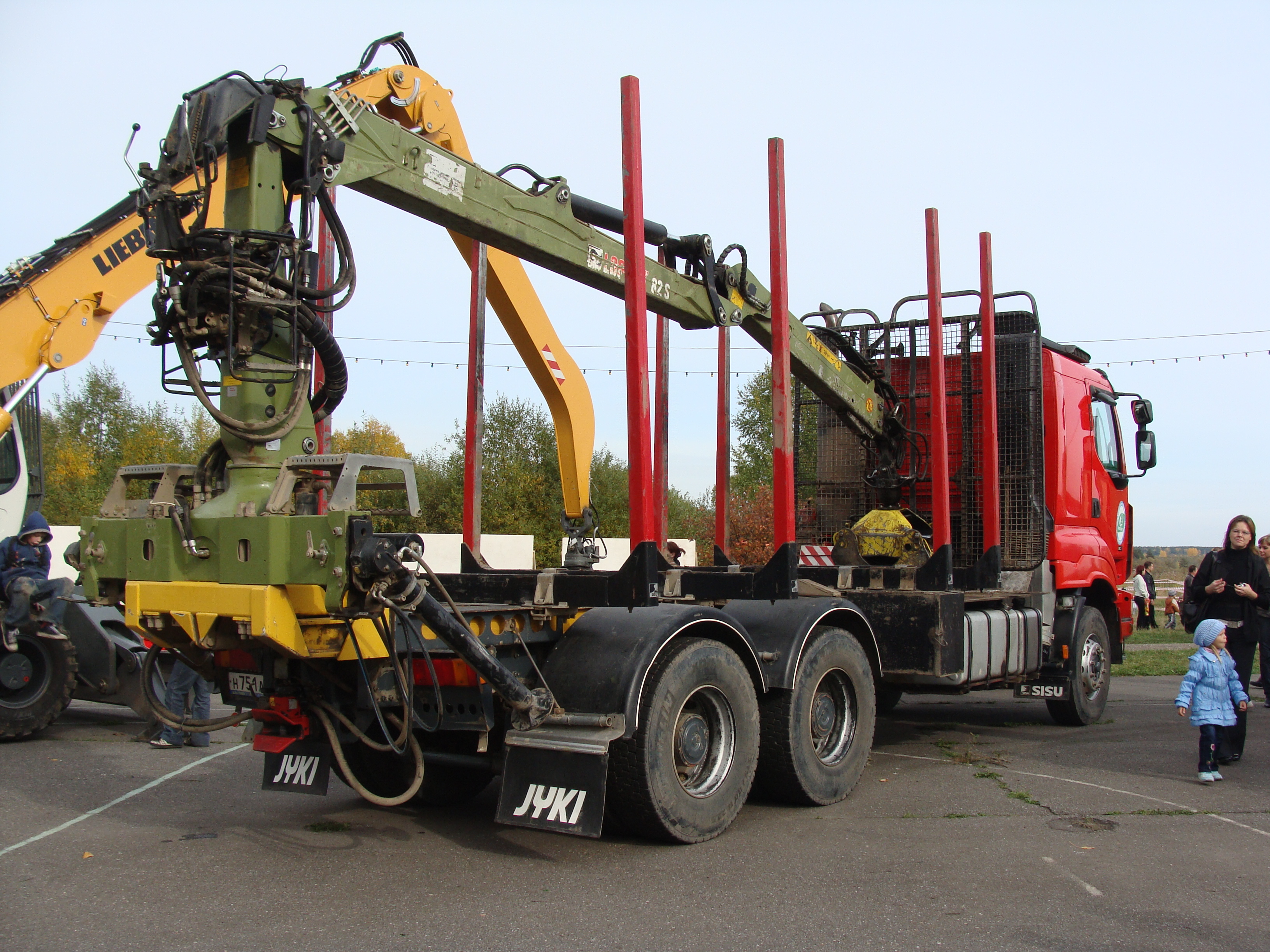
Сортиментовоз с манипулятором

В качестве основы для лесовозов применяется, как правило, серийное грузовое шасси и дополнительная надстройка к нему. Некоторые автопроизводители (например, МАЗ) сами устанавливают лесовозную надстройку на свои шасси, другие автоконцерны (например, Мерседес-Бенц) сами не производят лесовозы, но на базе их шасси сторонние фирмы (к примеру, Alucar) устанавливают надстройки и доп. оборудование. Основные требования, предопределяющие выбор шасси — это условия работы. Лесовоз, занятый перевалкой непосредственно в лесу (100 % езда по бездорожью), должен иметь повышенную проходимость: полный привод, блокировки дифференциалов, большой дорожный просвет, также желательно наличие лебёдки и системы управления давлением в шинах. Если же лесовоз занимается вывозкой с делянок по подготовленным дорогам (примерно 30 % — лесные дороги, 70 % — трасса), то необходимость в полном приводе отпадает (при этом повышается экономичность и автомобиль лучше идёт по трассе), однако, наличие блокировок мостов крайне желательно. Если лесовоз занят только вывозкой леса с нижних складов, к которым есть дорога с твёрдым покрытием, или перевозкой леса или пиломатериалов без заезда в лес (100 % езда по трассе), то необходимость в повышенных внедорожных требованиях к шасси отпадает.

### Дополнительное оборудование

#### Лесорама

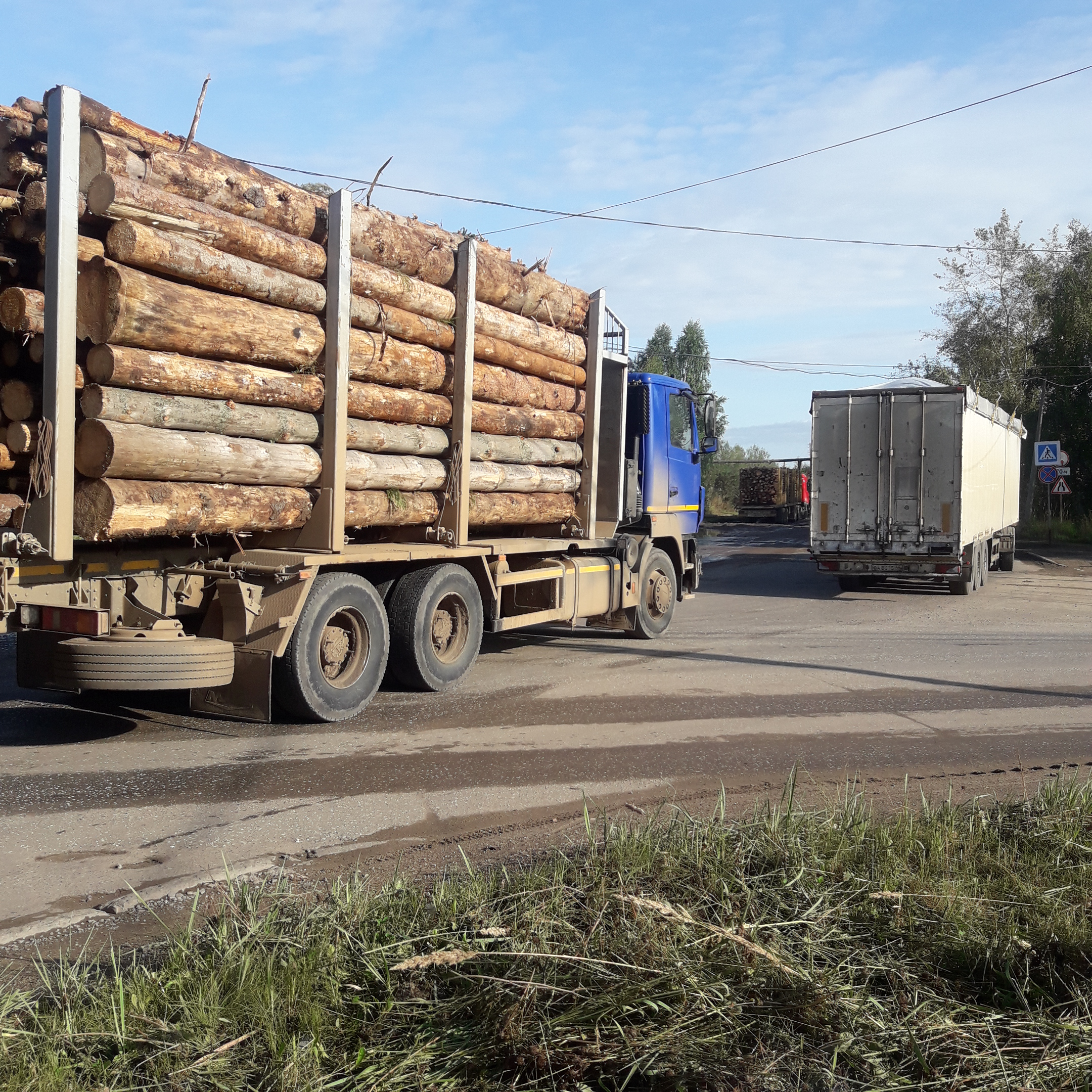
Сортиментовоз и щеповоз «МАЗ»

Представляет собой основу из двух продольных лонжеронов, к которой сверху крепятся U-образные ложементы, так называемые коники. Сама же лесорама крепится непосредственно к раме автомобиля. В современных моделях лесорам коники сделаны с возможностью продольного перемещения по лесораме для оптимального удержания груза. Один пакет (пачка) леса должен находиться, по крайней мере, внутри двух пар коников. Но чем больше коников удерживают пачку леса, тем надёжнее удержание груза. При этом должна оставаться возможность для беспрепятственной погрузки/выгрузки леса. Наиболее распространённая длина бревен (как балансов, так и пиловочника) — 4 или 6 метров. Поэтому коники располагают так, чтобы удобно было грузить, перевозить и разгружать как 4-метровый сортимент, так и 6-метровый.

### Правила эксплуатации
Для предотвращения смещения брёвен вперед, в сторону кабины, на передней части лесорамы в обязательном порядке размещается страховочная решётка, которая должна быть не ниже высоты коников, чтобы ни одно бревно не ушло вперед при движении или торможении. Для фиксации пачки леса применяют, как правило, тросовые крепления — обвязки. С одной стороны лесорамы находятся лебёдки с тросами. Тросы обхватывают всю пачку и закрепляются с противоположной стороны крюками, после чего лебёдкой натягивается трос, и все бревна в пачке плотно прижимаются друг к другу, что препятствует смещению или выпаданию груза на дорогу. В процессе езды брёвна укладываются плотнее, поэтому натяжение обвязок ослабевает. В пути водитель должен периодически их подтягивать.

### Дополнительные меры безопасности
Кроме того, на лесораме расположены защитные кожухи, не позволяющие крупным веткам, чуркам, камням или кускам льда попасть на вращающиеся и незащищенные части автомобиля (колёса, тормозные камеры, карданные валы, шланги, или проводку). Некоторые лесорамы оборудуются защитным поперечным брусом, который не дает лесопогрузчику при выгрузке всей пачки случайно зацепить и повредить лесораму или кожухи.

#### Гидроманипулятор
Некоторые лесовозы оснащаются гидроманипулятором для самостоятельной погрузки и разгрузки. В этом случае шасси автомобиля должно быть оборудовано коробкой отбора мощности и масляным насосом. Сам манипулятор размещается, как правило, в задней части автомобиля для удобства погрузки как на саму машину, так и на прицеп. Современные модели манипуляторов имеют возможность небольшого продольного перемещения по лесораме вперед-назад для уменьшения габаритной длины в порожнем состоянии и выдвижении при перевозке длинного сортимента. Для защиты оператора от непогоды некоторые манипуляторы оснащаются отдельной кабиной.

#### Прочие элементы конструкции
В лесу, в условиях узких дорог и отсутствия искусственного освещения ночью, не лишним бывает дополнительный свет. Поэтому лесовозы часто оборудуются дополнительными прожекторами для освещения дороги как спереди, так и сзади. Ещё одной особенностью лесных дорог является отсутствие заправок, при этом расход топлива в лесу всегда повышен (длительная езда на пониженной передаче, маневрирование, ожидание погрузки и встречного разъезда), поэтому лесовозы и особенно автомобили с манипулятором оборудуются более объемными топливными баками. Очень часто лесные дороги находятся не в самом лучшем состоянии, поэтому в комплекте никогда не бывают лишним цепи противоскольжения и металлические решётки для самостоятельного преодолевания скользких участков, а также буксировочный трос, лопата и небольшой запас песка/шлака для подсыпки под колёса. У некоторых автомобилей имеются бункеры с песком (т. н. песочницы), для автоматической подсыпки под ведущие колёса.

## Прицепы

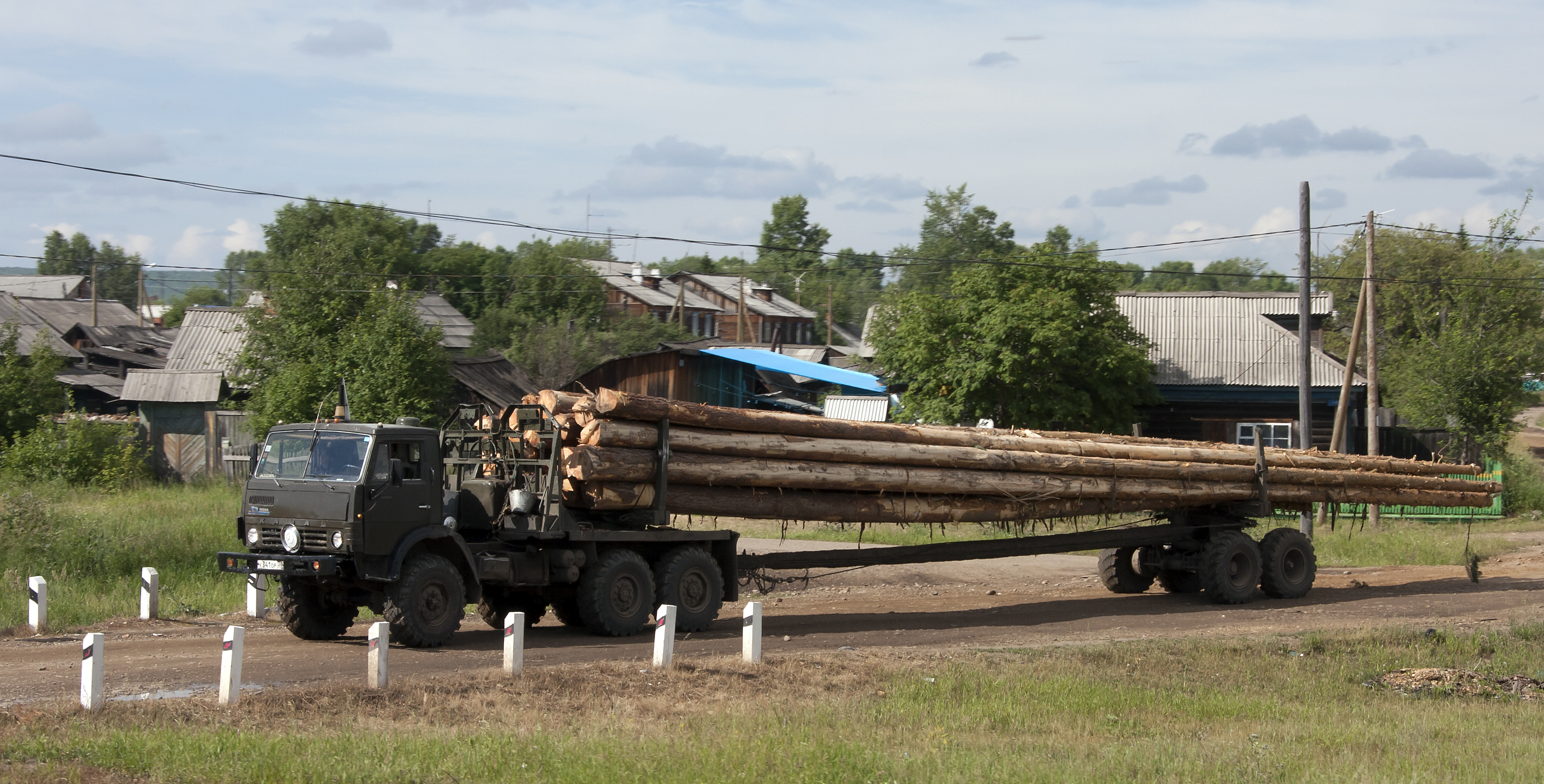
КАМАЗ 44108 с прицепом-роспуском в Юртах (Иркутская область)

Лесовозные прицепы не оборудуются отдельной лесорамой. Коники крепятся непосредственно к несущей раме прицепа для уменьшения веса и снижения расположения центра тяжести. В остальном же конструкция коников и лебедок точно такая же, как на автомобиле. Некоторые прицепы имеют раздвижную раму для перевозки от 8 до 12 метров общей длины сортимента. В случае полуприцепа страховочная решетка устанавливается на него, а не на автомобиль.

### Различия типов прицепов и некоторые особенности езды
У прицепа и полуприцепа есть свои достоинства и недостатки при работе в лесу. На скользких подъёмах прицеп — это ненужный якорь, который отнимает тягу у ведущих колес. Полуприцеп же всегда дает нагрузку на ведущие колеса, поэтому пробуксовка на скользком подъёме с полуприцепом будет меньше. Площадка для разворота под полуприцеп нужна меньшая, потому что тягач имеет меньшую базу и меньший радиус разворота, чем у лесовоза с прицепом. Кроме того, прицеп имеет 2 поворотные оси (фаркоп и поворотный круг), и маневрирование задом требует гораздо большего мастерства, чем на полуприцепе. Впрочем, на пустом прицепе ситуацию облегчает стопорение (штопорение) поворотного круга. При поворотах на узких дорогах полуприцеп срезает угол и есть вероятность, что на очень узком повороте полуприцеп может сойти с дороги и опрокинуться. Также бывают случаи, когда опытный водитель может сложить «под себя» поворотную тележку прицепа и развернуть на очень маленькой площадке, что на полуприцепе без съезда в канаву невозможно. Кроме того, застрявший полуприцеп нет смысла отцеплять от тягача. Такую сцепку может вытащить только другой автомобиль или трактор. А вот застрявший прицеп в таких случаях отцепляют от тягача, после чего тягач выезжает на ровный твердый участок и сам вытаскивает свой прицеп тросом, после чего осуществляется обратная сцепка.

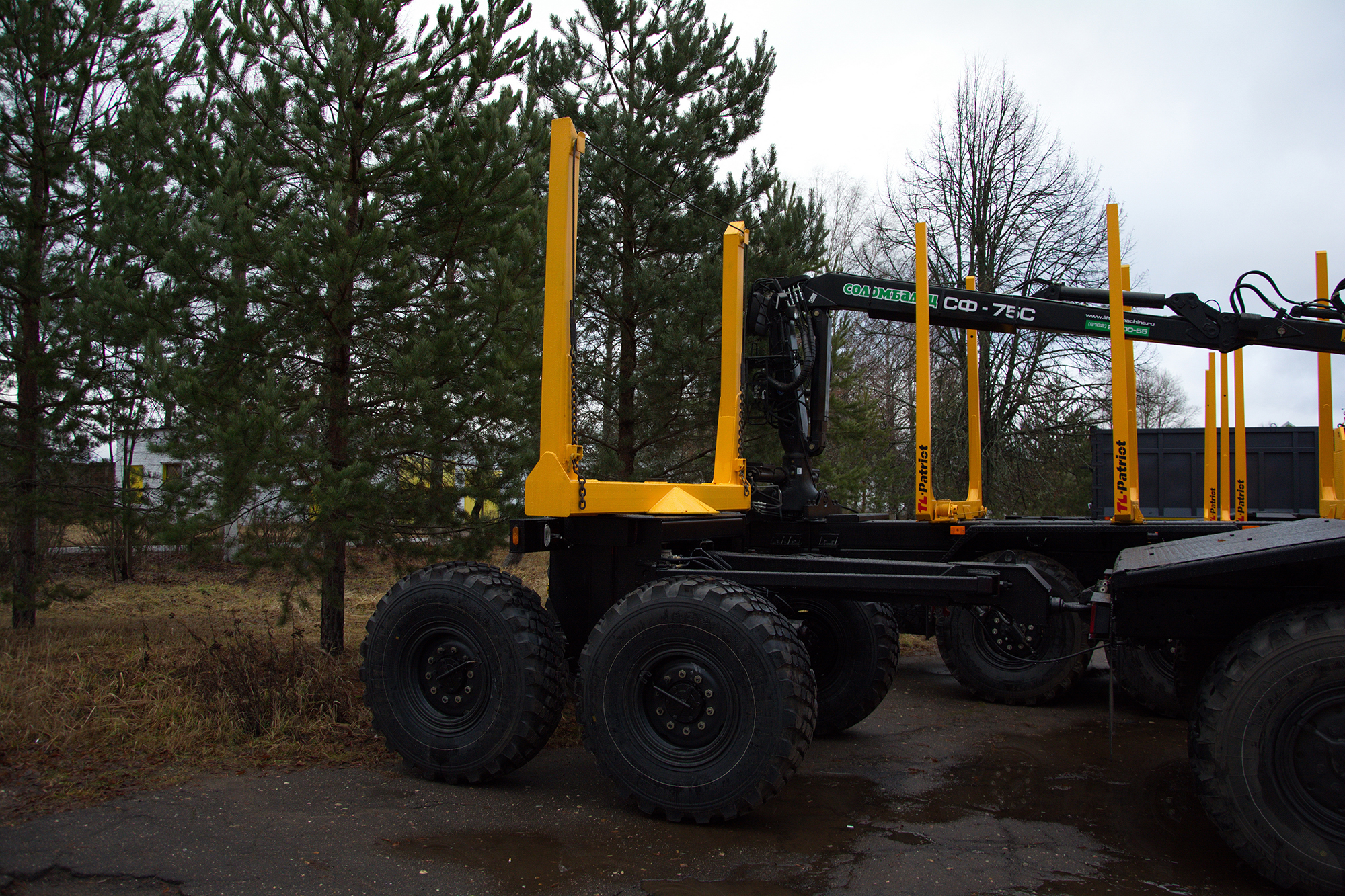

Отдельным видом является прицеп-роспуск, предназначенный для хлыстовой перевозки деревьев. Прицеп-роспуск представляет собой одно- или двухосную тележку с одной или двумя парами коников. На этой тележке крепится задняя часть пачки хлыстов, а передняя часть закрепляется в кониках автомобиля-тягача. Между тягачом и роспуском раздвигается складная или телескопическая труба, которая одновременно является и рамой и дышлом. Также вдоль этой трубы проходят электропроводка и тормозные шланги. В транспортном положении тележка роспуска с помощью лебедки загружается на тягач. Основная задача роспусков — перевалка длинных хлыстов (порой до 24 метров) с делянки на верхний склад или с верхнего на нижний для раскряжёвки (распил хлыстов на габаритную длину баланса — 4 или 6 метров). Тягач, работающий с роспуском — это, как правило, всегда полноприводный автомобиль с односкатными колесами. Примерами таких машин являются Урал-4320 и КамАЗ-43118 повышенной проходимости. При этом ширина колеи тягача такая же, как и у роспуска. Это обусловлено тем, что тележка роспуска должна идти по колее тягача. В противном случае возникает чрезмерное сопротивление движению автомобиля, а дорога портится.

### Наиболее многочисленные лесовозные прицепы на территории  РФ
| Марка              | Страна           |
| ------------------ | ---------------- |
| JYKI               | Финляндия        |
| НЕФАЗ              | Россия           |
| Istrail            | Норвегия         |
| Meusburger-Новтрак | Германия, Россия |
| Транслес           | Россия           |
| МАЗ                | Белоруссия       |
| ВАРЗ               | Украина          |
| Robinson           | Англия           |
| Тонар              | Россия           |
| НефАЗ              | Россия           |
| МАЗ                | Белоруссия       |
| Briab              | Финляндия        |

#### Активные прицепы
Нередки случаи, когда лесовозные прицепы снабжаются ведущими мостами, которые включаются при пробуксовке тягача. Передача вращения производится через:
- Вал отбора мощности
- Гидравлический привод
- Пневматический привод
- Электропривод (возможен в перспективе на гибридных версиях).

## Работа

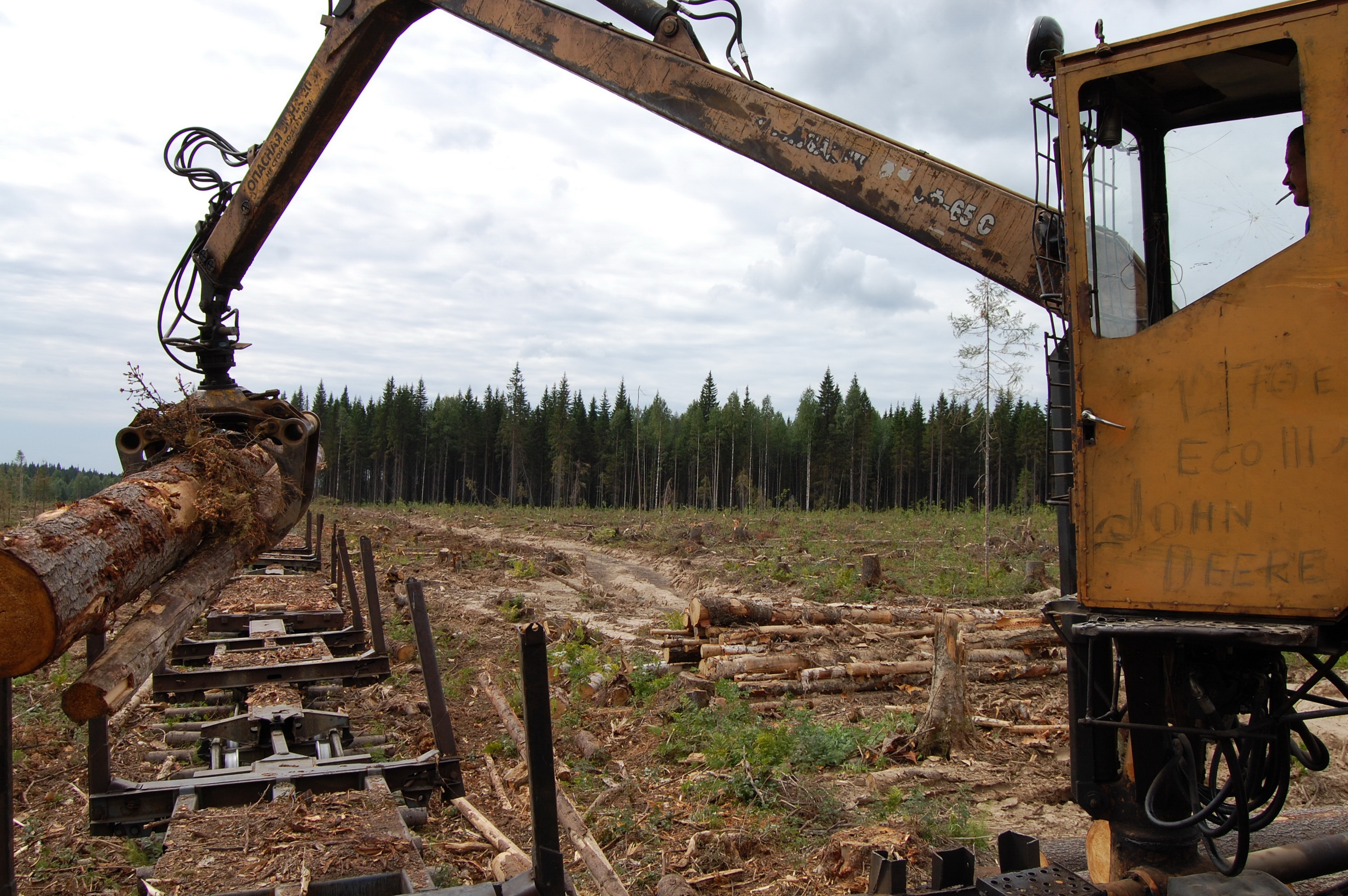
Погрузка

### Погрузка
- Укладывают на дно крепёжные цепи или ремни.
- Начинают погрузку по одному или нескольким брёвнам.

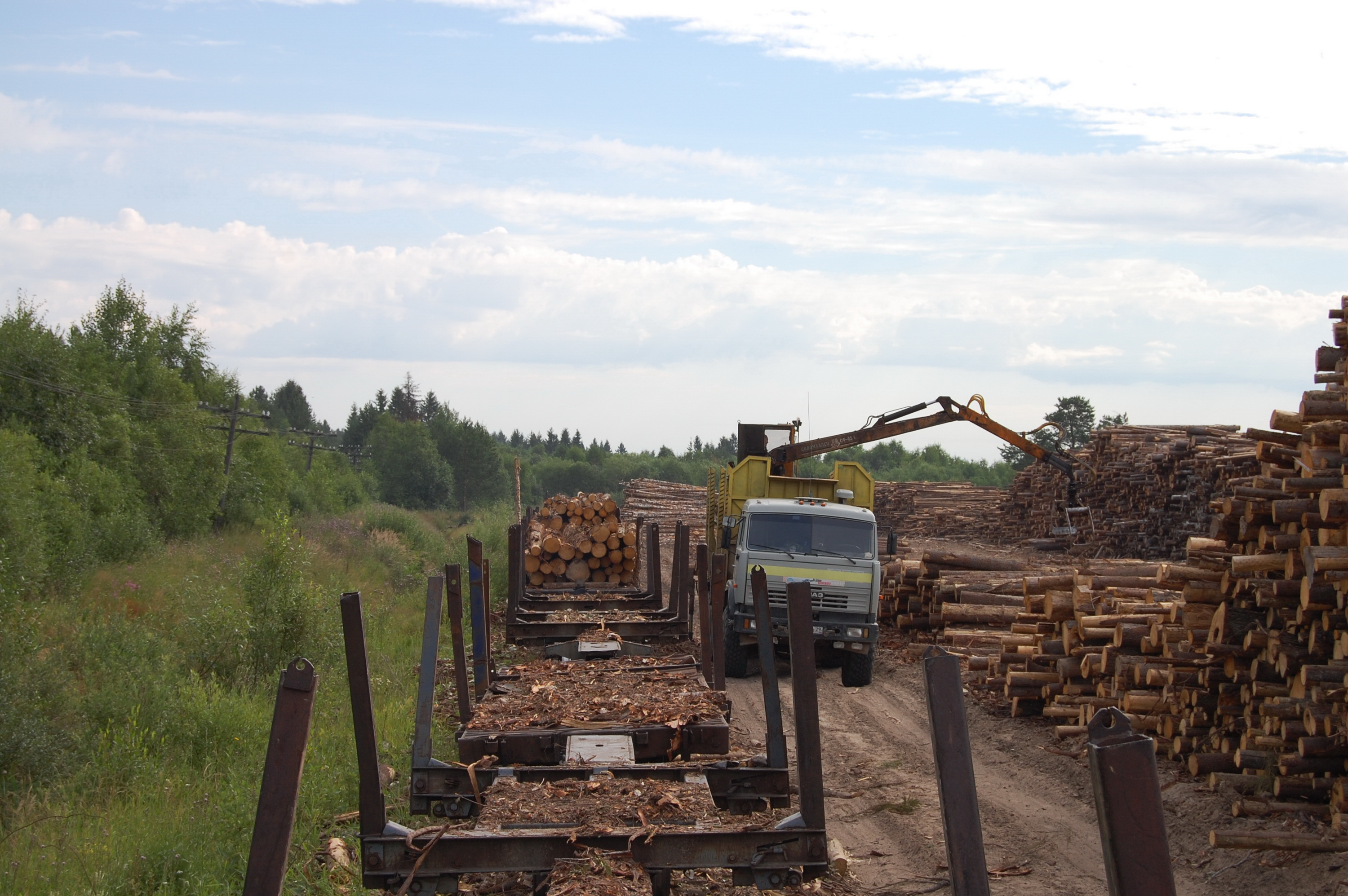
Разгрузка

- Закрепляют ремни (цепи)

Машины для лесопогрузки.

### Разгрузка
По прибытии лесовоза на склад или комбинат выгружается весь штабель на крепёжных ремнях. Ремни, как правило, заменяются или ставятся старые. То же происходит при перевалке в портах и железнодорожных станциях при помощи крана. Разгрузка манипулятором целого штабеля невозможна.

## Лесозаготовительный трактор (форвардер)

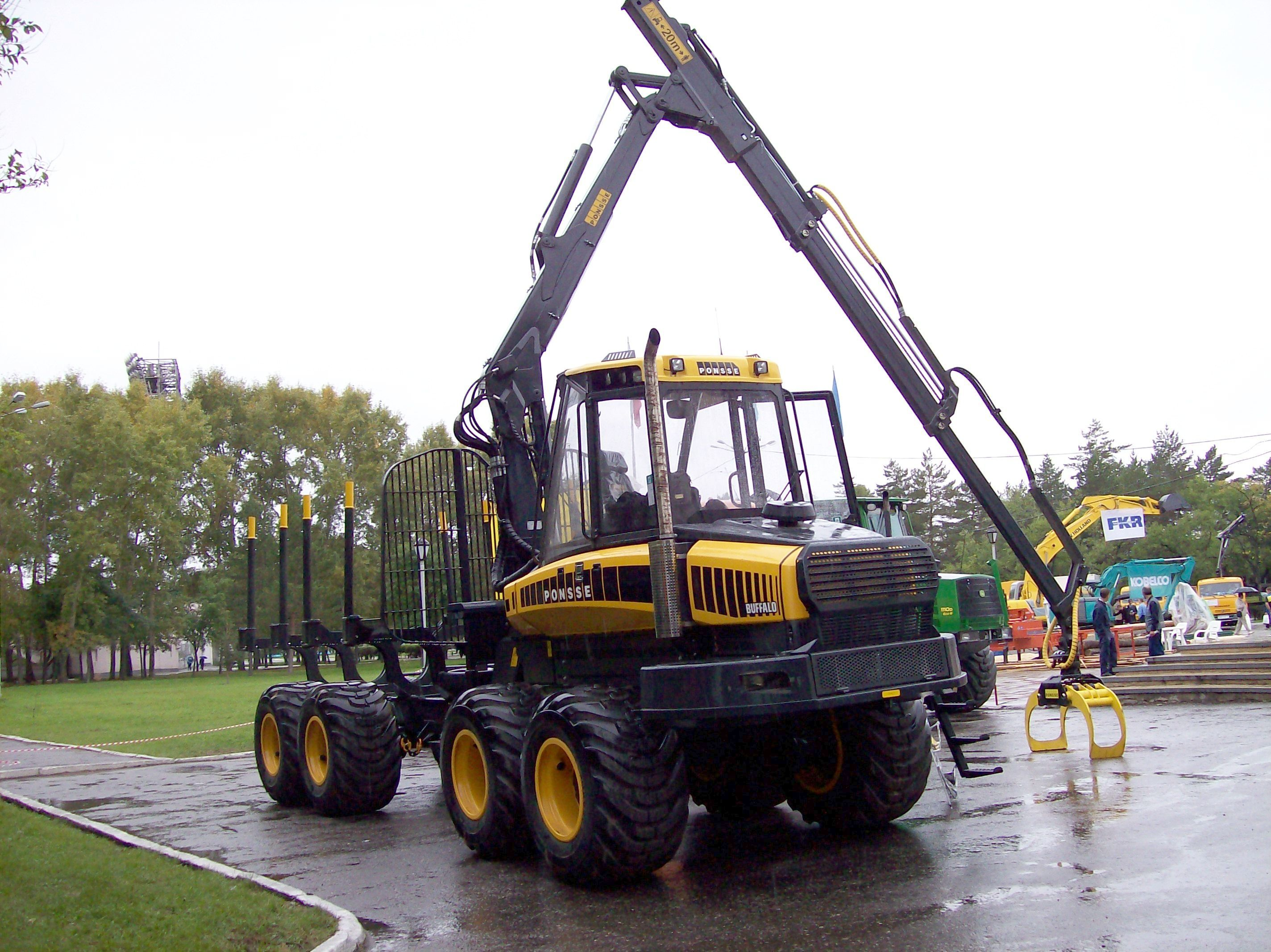
Форвардер Ponsse

Подобные типы лесовозов (форвардеры) применяются в паре с харвестером при современной (т. н. скандинавской) вырубке леса. Форвардер представляет собой сочленённый трактор повышенной проходимости с манипулятором и грузовой тележкой с лесорамой в задней части. Форвардер следует за харвестером и загружает на себя бревна, после чего доставляет их на верхний склад, а также осуществляет погрузку на автомобили-лесовозы. По сути, форвардер заменяет собой трелёвочный трактор и хлыстовоз. И харвестер и форвардер сконструированы для работы исключительно в лесу и, как правило, не предназначены для движения по дорогам общего пользования, хотя по необходимости могут быть использованы для этого
Основные марки:
- Кировец
- Walmet
- Timberjack (Deere & Company)
- Ponsse
- Komatsu
- John Deere

## Лесозаготовительные прицепы для трактора

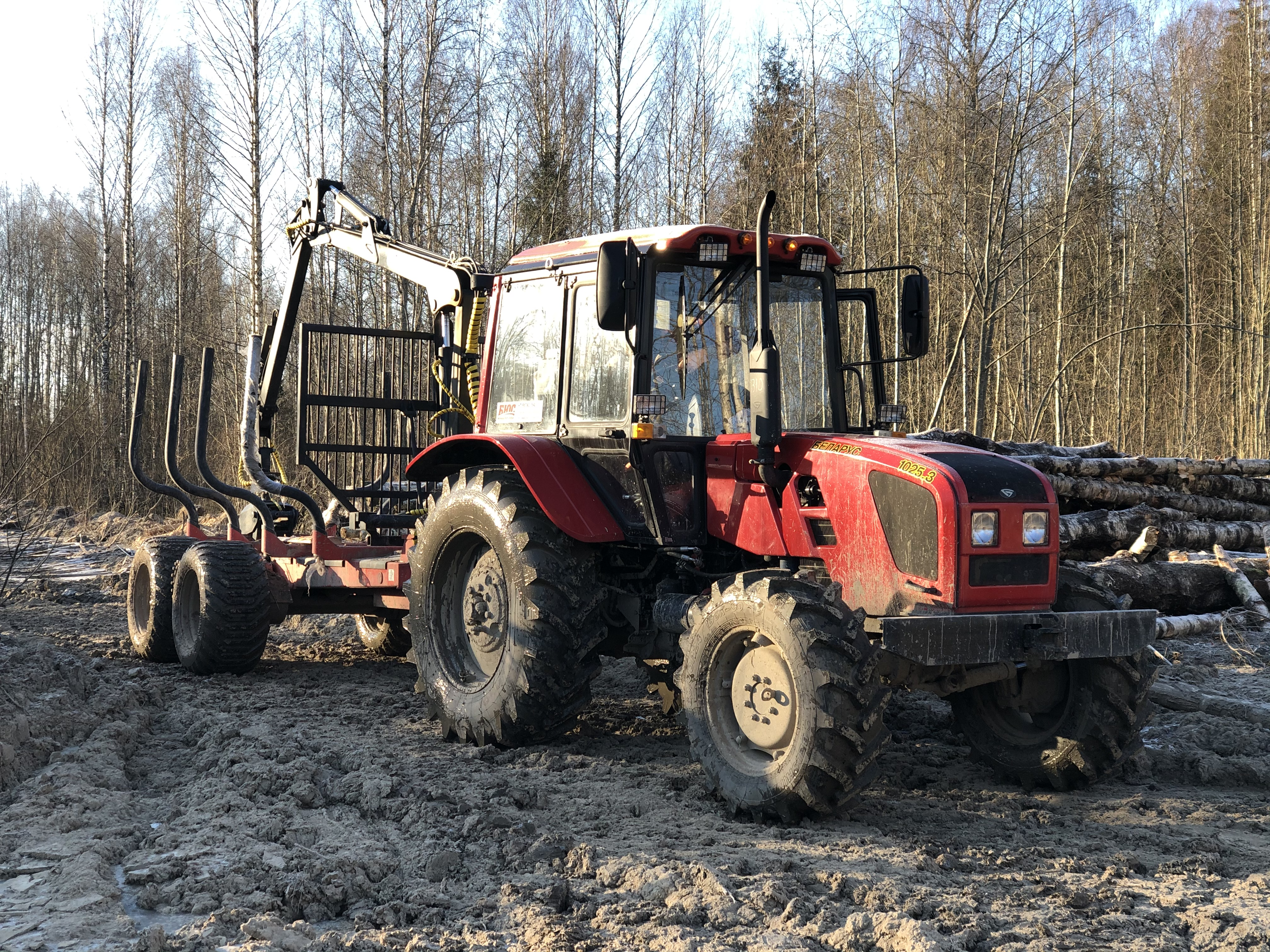
Лесозаготовительный полуприцеп с полным приводом «АРМАДА»

Лесовозы на базе самоходных машин широко применяются в лесозаготовительной отрасли многих стран мира. Широкое распространение лесозаготовительные полуприцепы для трактора получили за счет своей маневренности и проходимости. По своей конструкции тракторный лесозаготовительный полуприцеп представляет собой грузовую тележку с лесорамой подсоединяемую к сцепному устройству трактора и установленным на нее манипулятором для погрузки и выгрузки сортимента. Также по типу тракторные полуприцепы бывают оснащенные приводом и без него. В свою очередь приводы лесозаготовительных прицепов различаются на гидравлические и механические. Гидравлический привод осуществляется за счет приведения в движение ведущих колес или ведущего ролика приводящего в движение колеса полуприцепа, гидромоторами, за счет работы гидронасоса от ВОМ трактора и обеспечивает постоянную скорость движения 3-4 км/ч. Механический привод лесозаготовительного полуприцепа осуществляется от ВОМ трактора карданной передачей через ведущий мост на приводной ролик, от которого передается крутящий момент на колеса полуприцепа. Производство лесозаготовительных полуприцепов для самоходных машин распространено на территории Финляндии, Эстонии, Республики Беларусь и Российской Федерации.
Основные производители:
- Weimer
- Kesla
- ARMADA
- Palms
- Бобруйскагромаш

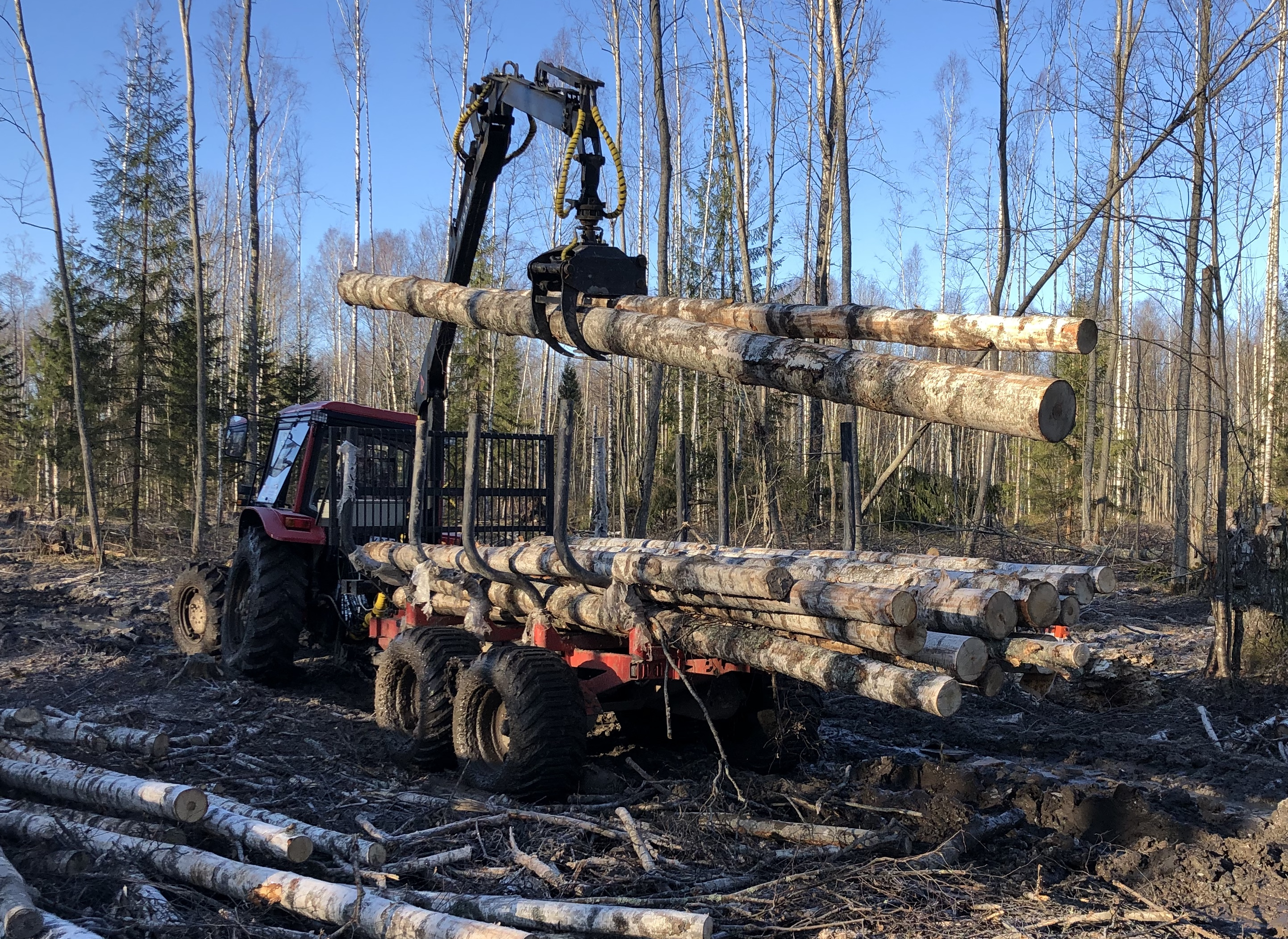
Лесовоз на базе самоходной машины

Лесовозы на базе тракторов применяются, как в паре с харвестером при современной технологии (т. н. скандинавской) заготовки леса, так и совместно с бригадой лесорубов. Самоходная машина с лесозаготовительным полуприцепом следует за харвестером или бригадой лесорубов и загружает на себя бревна, после чего доставляет их на верхний склад, а также осуществляет погрузку на автомобили-лесовозы. По сути, как и форвардер, лесовоз на базе трактора заменяет собой трелёвочный трактор и хлыстовоз. Тракторный лесозаготовительный полуприцеп сконструирован для работы исключительно в лесу и, но также предназначен для движения по дорогам общего пользования.

## Железнодорожные вагоны-лесовозы

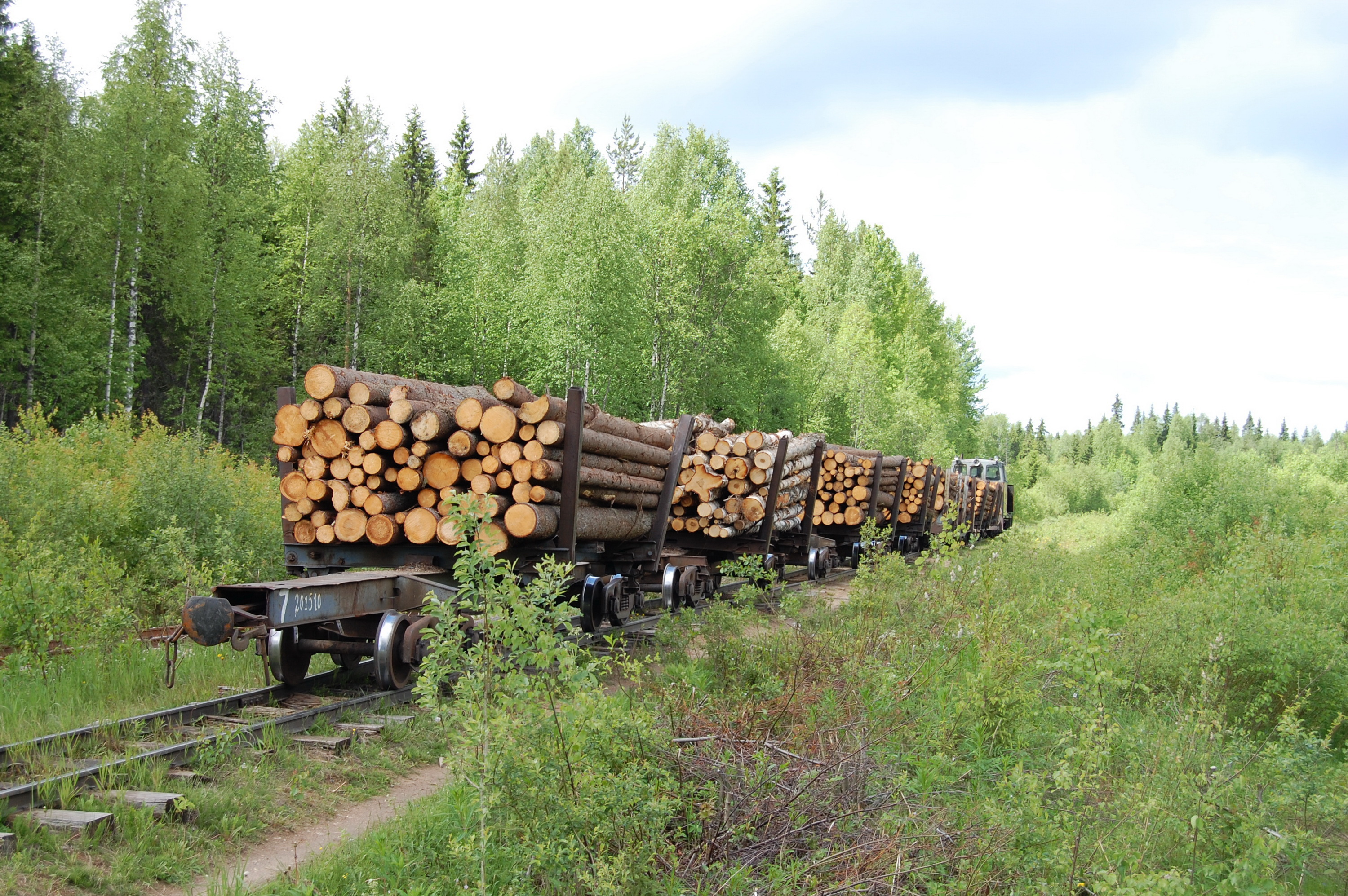
Вагоны-сцепы с сортиментом

На большие расстояния круглый лес и пиломатериалы транспортируют, как правило, по железной дороге в вагонах-лесовозах. Перевозка леса по узкоколейным железным дорогам может производиться в сортименте и в хлыстах. Сортимент перевозят на платформах с дополнительно установленными металлическими стойками. Для транспортирования леса в хлыстах используют вагоны-сцепы. Вагон-сцеп состоит из двух одинаковых полусцепов, соединённых тягой (длина тяги устанавливается в зависимости от длины хлыстов).

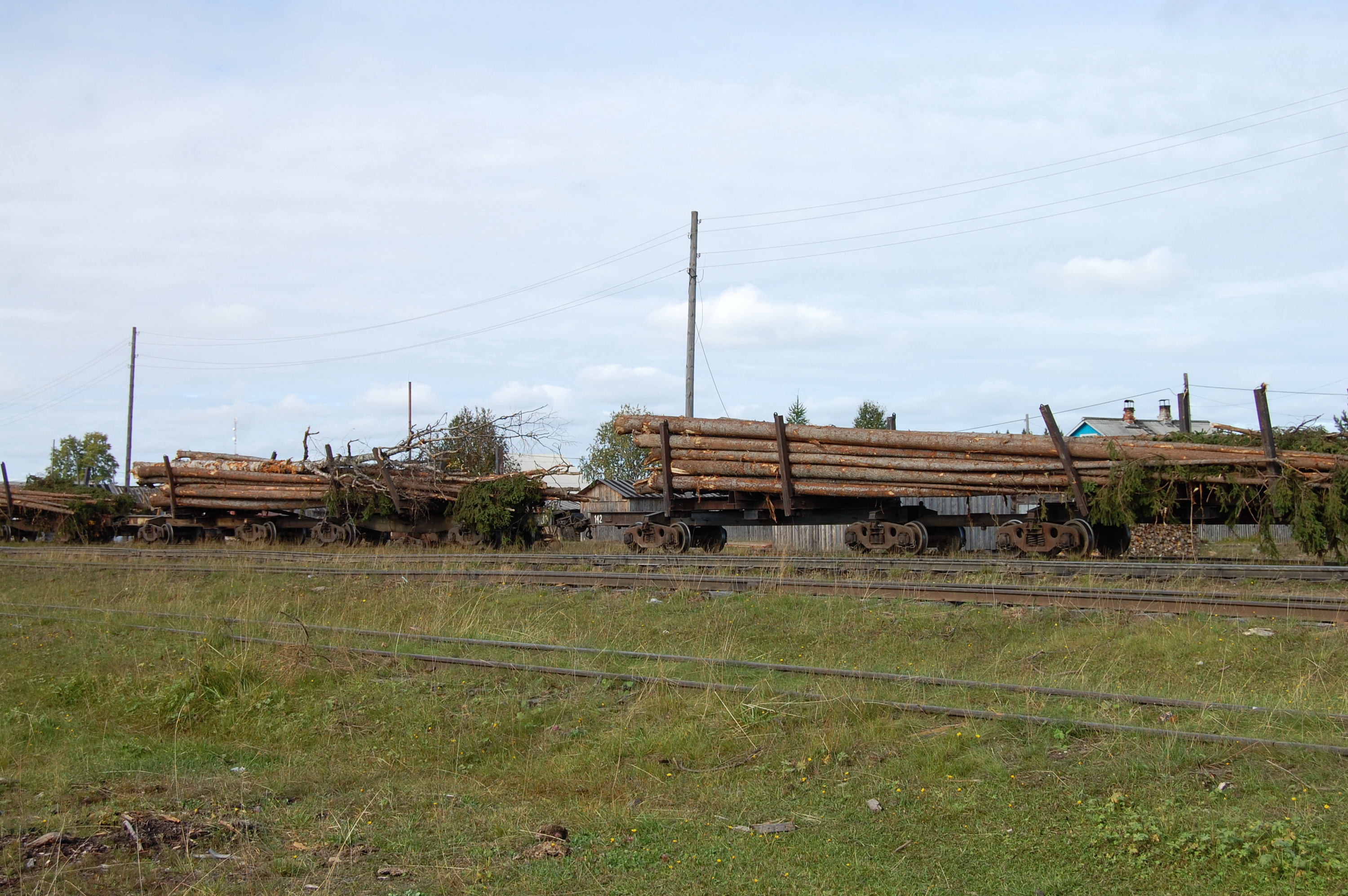
Вагоны-сцепы с хлыстами

### Типы
- Вагон-сцеп узкоколейный для перевозки сортимента и хлыстов[10] по узкоколейным железным дорогам (грузоподъёмность 27 тонн)[11].
- Вагон-платформа узкоколейная (с вертикальными стойками) для перевозки сортимента и хлыстов по узкоколейным железным дорогам (грузоподъёмность 10-23 тонн)[12].
- Вагон-платформа, оборудованная металлическими стойками и предназначенная для перевозки лесных грузов по железной дороге широкой колеи[13].
- Специализированный вагон-лесовоз.

### Производители вагонов
- Уралвагонзавод
- Тверской вагонозавод
- Алтайвагон
- Камбарский машиностроительный завод